# Jenny Han
Pour les articles homonymes, voir Han.
Jenny Han (née le 3 septembre 1980) est une romancière américaine d'origine coréenne, auteure de fiction pour jeunes adultes et pour enfants. Elle est surtout connue pour la rédaction des trilogies L'Été où je suis devenue jolie et Les Amours de Lara Jean (A tous les garçons que j'ai aimés), cette dernière ayant été adaptée en film en 2018 avec Lana Condor dans le rôle titre. Sa trilogie L'Été où je suis devenue jolie, récemment adaptée à l'écran pour Prime Video, rencontre elle aussi un énorme succès (dans le top10 des succès fulgurant de la plateforme). Elle est aussi connue pour la série Xo Kitty qui a vue une tendance importante sur l'application TikTok notamment à la sortie de la saison 2, disponible sur Netflix

## Enfance
Han est née de parents coréens et a grandi à Richmond, en Virginie. Elle fréquente l'université de Caroline du Nord à Chapel Hill et, plus tard, obtient sa maîtrise en création littéraire à The New School, d'où elle sort diplômée en 2006. Han réside à Brooklyn, New York.

## Carrière
Han écrit son premier livre, le roman pour enfants Shug, alors qu'elle est encore au collège. Shug raconte l'histoire d'Annemarie Wilcox, une enfant de douze ans qui essaye de survivre dans la jungle du collège. 

### TrilogieL'Été où je suis devenue jolie
Elle travaille dans une librairie de livres pour enfants lorsqu'elle commence son second projet, une romance pour jeunes adultes parlant du passage à l'âge adulte d'une jeune fille au cours de ses vacances d'été. Les trois romans, L'Été où je suis devenue jolie, L'Été où je t'ai retrouvé, et L'Été devant nous, deviennent rapidement des best-sellers du New York Times.
Le premier roman L'Été où je suis devenue jolie, est adapté en série, mettant en vedette Lola Tung dans le rôle principal. La première saison, est mise en ligne le 17 juin 2022, sur la plateforme Prime Video. La série est renouvelée pour une deuxième et troisième saison 
La deuxième saison de L'Été où je suis devenue jolie sort le 14 juillet 2023 avec trois premiers épisodes, puis un par semaine, tous les vendredis, jusqu'au 18 août 2023. Cette saison est basée sur le deuxième roman de Han, L'Été où je t'ai retrouvé mettant toujours en vedette Lola Tung. Le tournage de la saison 3 a été reporté à cause de la grève de la SAG-AFTRA. La série a fait un énorme succès grâce à la sortie de la nouvelle saison et se classe top 1 mondial dans presque tous les pays sur Prime Video. 
Han a recréé les couvertures et ajouté  des photos exclusives sur ses deux livres L'Été où je suis devenue jolie et L'Été où je t'ai retrouvé à l'occasion de la sortie de la série.

### TrilogieLes Amours de Lara Jean
En 2014, Han publie un roman d'amour pour les adolescents, À tous les garçons que j'ai aimés…, sur Lara Jean Song Covey, une élève du secondaire, dont la vie change quand les lettres qu'elle a écrites secrètement à ses cinq amoureux sont envoyées à son insu. Le roman est pressenti pour une adaptation à l'écran dans les semaines qui suivent sa publication. La suite, P.S Je t'aime toujours, sort l'année suivante, et remporte le Young Adult 2015–2016 Asian/Pacific American Award for Literature. Un troisième roman, Always and forever Lara Jean, est publié deux ans plus tard. L'adaptation cinématographique du premier roman, mettant en vedette Lana Condor dans le rôle principal, dont le tournage a débuté en juillet 2017, sort en août 2018 sur la plateforme Netflix.
En 2018, face aux nombreux costumes de Halloween d'Américaines inspirés du personnage de Lara Jean, Jenny Han se dit être très contente, considérant que les options de costumes pour les jeunes filles asiatiques sont très limitées.

### TrilogieL'Été où je suis devenue jolie
1. L'Été où je suis devenue jolie, Albin Michel, 2011 ((en) The Summer I Turned Pretty, 2009)
2. L'Été où je t'ai retrouvé, Albin Michel, 2011 ((en) It's Not Summer Without You, 2010)
3. L'Été devant nous, Albin Michel, 2012 ((en) We'll Always Have Summer, 2011)

### TrilogieLe Pacte
1. Vengeance, Panini Books, 2013 ((en) Burn for Burn, 2012)Écrit avec Siobhan Vivian.
2. Mensonges, Panini Books, 2014 ((en) Fire with Fire, 2013)Écrit avec Siobhan Vivian.
3. Trahisons, Panini Books, 2014 ((en) Ashes to Ashes, 2014)Écrit avec Siobhan Vivian.

### TrilogieLes Amours de Lara Jean
1. À tous les garçons que j'ai aimés…, Panini Books, 2015 ((en) To All The Boys I've Loved Before, 2014)
2. P.S. Je t'aime toujours…, Panini Books, 2016 ((en) P.S. I Still Love You, 2015)
3. Pour toujours et à jamais, Panini Books, 2017 ((en) Always and Forever, Lara Jean, 2017)

### Histoires courtes
- (en) « Polaris Is Where You'll Find Me », dans My True Love Gave To Me: Twelve Holiday Stories, 2014 (ISBN 978-1250059307)